# 国民的せんべい
国民的せんべい（1997年（平成9年）9月5日 - ）は、日本のライバー、歌手。岡山県出身。

## 経歴
岡山県出身。ライブ配信者、TikTokライブクリエイター（雑談・企画系）。幼いころからアナウンサーを目指すも大学時代に方向転換し、大手人材ビジネス会社に就職し、2021年3月ライブ配信者となる。
約1年で「Pococha」（ポコチャ）アプリ内イベント「ぽこリーグ」本選1位を獲得。
2023年11月4日、TikTokライブクリエイターとして活動開始後3週間で日間ランキング1位獲得。2024年1月より専業ライバーとして活動。TikTokフォロワー数は3万7000超（2025年4月実績）。

## 人物
国民的せんべいの「せんべい」意味は、中国語で「かけがえのない存在」「天使」（仙贝＝Xiān bèi）のことだが、アイコンには煎餅のイラストを使用している。「恋愛感情は一切ありません」が口癖。

配信スタイルは雑談とバトルがメイン。月一回ほど、料理やイベントを実施。歌手としてのデビュー曲「STARRY」はポコチャのイベントで勝ち取ったオリジナル曲。専業ライバーでありながら単独生ライブも実現している。

## コラボ配信
2024年4月　ドクター・コパ

2024年9月　デヴィ・スカルノ

## 受賞歴
2023年4月　ポコリーグ本選１位

2023年11月　TikTok日間ランキング1位

2024年1月　 TikTok盾イベシルバー26位

2024年3月 　TikTok盾イベゴールド32位

2024年5月　TikTok盾イベゴールド10位

2024年7月　TikTok盾イベゴールド20位

2024年9月　TikTok盾イベゴールド13位
2024年12月　TikTokLIVE ALLSTAR ネクストクリエイター部門出場
　　　

## コンサート
2023年8月　初ライブ（岡山）

2024年9月　単独生ライブ（東京・秋葉原パームス）

## 楽曲
| タイトル | 発売日    | 作詞・作曲                          | パフォーマー                  |
| -------- | --------- | ----------------------------------- | ----------------------------- |
| STARRY   | 2024.2.19 | 作詞：ミズハシアヤカ 作曲：Big Boom | となりのせんべいとめろんぱん} |